# カントリー・ライフ・プレス駅
カントリー・ライフ・プレス駅（英: Country Life Press）とはニューヨーク州ガーデンシティ村にあるロングアイランド鉄道の5つの駅のうちの1つである。この駅はヘンプステッド支線が使用しガーデンシティのダムソン・ストリートとセントジェームス・ストリート・サウスの交差点にある。

## 歴史
この駅は当初1911年にダブルデイ&マクルーア出版社 (Doubleday & McClure Publishing Company) の設備（線路の向かい側にあった「カントリー・ライフ・プレス」）に便宜を図るためだけに開業し、そのためそれが駅名となった。カントリー・ライフ・プレス駅はウェスト・ヘンプステッド支線およびオイスターベイ支線につながるいくつかのかつての鉄道用地を有する。それはナッソー・コロシアム付近で終了するロングアイランド鉄道のセントラル支線の遺構も含む。

## 駅構造
| 1 | ■ヘンプステッド支線 | ニューヨーク方面 （ガーデンシティ） |  |
| 1 | ■ヘンプステッド支線 | ヘンプステッド方面 （終点）         |  |

この駅は有効長10両の単式ホームを単線の東側に1面有する。